# Igor' Dudarev
Igor' Dudarev (in russo Игорь Дударев?; Sillamäe, 12 agosto 1993) è un ex calciatore russo, di ruolo difensore.

## Carriera

### Club
Ha giocato nella massima serie estone con la maglia del Kalev Sillamäe, squadra con la quale ha collezionato otto presenze in incontri validi per le qualificazioni all'Europa League.
Nel 2017 è passato al Levadia Tallinn con cui ha disputato altri due incontri validi per le qualificazioni all'Europa League e ha vinto la Supercoppa d'Estonia.

## Palmarès

### Club

#### Competizioni nazionali
- Supercoppa d'Estonia: 1

Levadia Tallinn: 2018